# Цзоу Ваньхао
Цзоу Ваньхао (кит.: 邹万豪; нар. 29 березня 1998, Бабу, Хечжоу, Гуансі-Чжуанський автономний район) — китайський борець вільного стилю, бронзовий призер чемпіонату світу серед молоді, учасник Олімпійських ігор.

## Життєпис
Боротьбою почав займатися з 2013 року.
Виступав за спортивний клуб Гуансі-Чжуанського автономного району. Тренер — Лі Ченджу (з 2013).

## Спортивні результати на міжнародних змаганнях

### Виступи на Олімпіадах
| Змагання                    | Збірна | Вагова категорія          | Місце |
| --------------------------- | ------ | ------------------------- | ----- |
| Літні Олімпійські ігри 2024 | Китай  | вільна боротьба, до 57 кг | 10    |

### Виступи на Чемпіонатах світу
| Змагання                        | Збірна | Вагова категорія          | Місце |
| ------------------------------- | ------ | ------------------------- | ----- |
| Чемпіонат світу з боротьби 2017 | КНР    | вільна боротьба, до 57 кг | 20    |
| Чемпіонат світу з боротьби 2022 | КНР    | вільна боротьба, до 57 кг | 5     |
| Чемпіонат світу з боротьби 2023 | КНР    | вільна боротьба, до 57 кг | 10    |

### Виступи на Чемпіонатах Азії
| Змагання                       | Збірна | Вагова категорія          | Місце |
| ------------------------------ | ------ | ------------------------- | ----- |
| Чемпіонат Азії з боротьби 2017 | КНР    | вільна боротьба, до 57 кг | 13    |
| Чемпіонат Азії з боротьби 2019 | КНР    | вільна боротьба, до 57 кг | 11    |
| Чемпіонат Азії з боротьби 2023 | КНР    | вільна боротьба, до 57 кг | 5     |

### Виступи на Азійських іграх
| Змагання                        | Збірна | Вагова категорія          | Місце |
| ------------------------------- | ------ | ------------------------- | ----- |
| Азійські ігри в приміщенні 2017 | КНР    | вільна боротьба, до 57 кг | 5     |

### Виступи на інших змаганнях
| Змагання                                                      | Збірна | Вагова категорія          | Місце  |
| ------------------------------------------------------------- | ------ | ------------------------- | ------ |
| Турнір Г. Картозія і В. Балавадзе 2018                        | КНР    | вільна боротьба, до 57 кг | 12     |
| Гран-прі «Іван Яригін» 2019                                   | КНР    | вільна боротьба, до 57 кг | 5      |
| Турнір Дана Колова — Николи Петрова 2019                      | КНР    | вільна боротьба, до 57 кг | 10     |
| Клубний чемпіонат світу з боротьби 2019                       | КНР    | команда                   | 4      |
| Меморіал Маттео Пелліконе 2020                                | КНР    | вільна боротьба, до 57 кг | 11     |
| Меморіал Іона Корнеану і Ладислава Сімона 2022                | КНР    | вільна боротьба, до 57 кг | Золото |
| Відкритий чемпіонат Загреба з боротьби 2023                   | КНР    | вільна боротьба, до 57 кг | 10     |
| Турнір Ібрагіма Мустафи 2023                                  | КНР    | вільна боротьба, до 57 кг | 13     |
| Турнір К. У. Кожомкула і Р. Санатбаєва 2023                   | КНР    | вільна боротьба, до 57 кг | Бронза |
| Меморіал Імре Поляка та Яноша Варги 2023                      | КНР    | вільна боротьба, до 57 кг | Золото |
| Відкритий чемпіонат Загреба з боротьби 2024                   | КНР    | вільна боротьба, до 57 кг | Срібло |
| Олімпійський кваліфікаційний турнір з боротьби 2024 (Бішкек)  | КНР    | вільна боротьба, до 57 кг | 8      |
| Олімпійський кваліфікаційний турнір з боротьби 2024 (Стамбул) | КНР    | вільна боротьба, до 57 кг | Бронза |

### Виступи на змаганнях молодших вікових груп
| Змагання                                      | Збірна | Вагова категорія          | Місце  |
| --------------------------------------------- | ------ | ------------------------- | ------ |
| Чемпіонат Азії з боротьби серед юніорів 2017  | КНР    | вільна боротьба, до 55 кг | 5      |
| Чемпіонат світу з боротьби серед юніорів 2017 | КНР    | вільна боротьба, до 55 кг | 10     |
| Чемпіонат Азії з боротьби серед юніорів 2018  | КНР    | вільна боротьба, до 57 кг | 5      |
| Чемпіонат світу з боротьби серед юніорів 2018 | КНР    | вільна боротьба, до 57 кг | 11     |
| Чемпіонат світу з боротьби серед молоді 2017  | КНР    | вільна боротьба, до 57 кг | 5      |
| Чемпіонат світу з боротьби серед молоді 2018  | КНР    | вільна боротьба, до 57 кг | Бронза |
| Чемпіонат світу з боротьби серед молоді 2019  | КНР    | вільна боротьба, до 57 кг | 9      |